# Peinture analytique
Pour l’article ayant un titre homophone, voir Peinture analitique.
 (mars 2019).
Si vous disposez d'ouvrages ou d'articles de référence ou si vous connaissez des sites web de qualité traitant du thème abordé ici, merci de compléter l'article en donnant les références utiles à sa vérifiabilité et en les liant à la section « Notes et références ».
La peinture analytique (également  peinture prévue) est un mouvement artistique contemporain des années 1970. 
Avec le Concept Art (art conceptuel) comme prédécesseur, il s'agit d'un mouvement artistique qui reflète et analyse les fondements et les possibilités de la peinture avec des moyens picturaux. Le nom a été donné par Klaus Honnef. D'autres termes étroitement liés sont la "peinture fondamentale" et la "peinture planifiée". Ce qui est essentiel, c'est la "réduction" de la peinture en une peinture qui se montre seulement et qui n'a aucun rapport avec le monde. Les années entre 1972 et 1977 ont été les années cruciales de la perception du public. 
Des artistes comme Daniel Buren, Niele Toroni, Raimund Girke ou encore Robert Ryman s'y sont essayés en utilisant le blanc comme couleur de base, par l'application de bandes simples ou monochromes, avec comme support d'image la toile, le carton, le métal ou le plastique. 

## Caractéristiques
La peinture analytique a entrepris d'analyser les composants matériels de la peinture (toile, cadre, matière, couleur et signe) et la relation matérielle qui existe entre l'œuvre en tant qu'objet physique et son auteur. La peinture devient alors l'objet d'investigation sur elle-même et perd la référentialité qui la lie au réel (dans la peinture figurative), à l'expressivité (dans la peinture abstraite) et au sens sous-jacent (dans l'art conceptuel). La réflexion de l'artiste sur la peinture est donc devenue contextuelle dans sa création, et l'expression "peinture-peinture" était fonctionnelle pour souligner son caractère absolu et son essence à l'état pur.

## Artistes représentatifs
- Antonio Calderara
- Christian Eckart  [2]
- Ulrich Erben[3]
- Winfred Gaul
- Raimund Girke
- Kuno Gonschior
- Edgar Hofschen
- Carmengloria Morales
- Robert Ryman
- Niels Toroni
- Gianfranco Zappettini